# Секурин
 Секурин  (англ. Securin) — белок, участвующий в управлении метафазно-анафазным переходом и анафазой. После биориентации хромосомных пар и инактивации системы контрольных точек веретена деления, основная регуляторная система, которая включает в себя секурин, производит резкое стимулирование, который вызывает высокосинхронное разделение хромосом в анафазе. 

## Секурин и сепараза
Секурин изначально присутствует в цитоплазме и связывается с сепаразой —  протеазой,  разрушающей кольцо когезина, которое связывают две сестринские хроматиды. Сепараза является жизненно важной для наступления анафазы. Этот комплекс секурин-сепараза сохраняется, когда секурин фосфорилируется Cdk1, ингибирующим убиквитинирование. Будучи связанной с секурином, сепараза не функционирует. 
Кроме того, как секурин, так и сепараза являются высококонсервативными белками (Рисунок 1). Следует отметить, что сепараза не может функционировать без предварительного формирования комплекса секурин-сепараза. Это потому, что секурин помогает корректно удерживать сепаразу в функциональной конформации. Тем не менее, дрожжи по-видимому, не требуют секурина для образования функционирующей сепаразы в анафазе, поскольку это происходит в мутированных дрожжах с отсутствием секурина.

## Роль секурина в наступлении анафазы

### Основной механизм
Секурин имеет 5 известных сайтов фосфорилирования, которые являются целями Cdk1; 2 сайта на N-конце в районе Кеn-бокса и D-бокса, как известно, влияют на опознание APC и убиквитинирование (рисунок 2). Для наступления анафазы секурин дефосфорилируется  Cdc14 и другими фосфатазами. Дефосфорилированный секурин опознаётся комплексом стимуляции анафазы (APK), связанный, прежде всего, Cdc20 (Cdh1 также является активирующим субстратом APC). Комплекс APCCdc20 убиквитинирует секурин с целью его деградации. Это приводит к освобождению сепаразы, которая способна разрушить когезин и инициировать разделение хромосом. 

### Сетевые характеристики
Считается, что секурин объединяет несколько регуляторных входов, создавая переключатель активации сепаразы, что приводит  к скоординированной анафазе. Это, вероятно, включает в себя сеть с несколькими петлями обратной связи, в том числе и положительной, которая приводит к переключению характера поведения. Это также предполагает, что сигнальный путь генерирует переключатель, содержащий положительную обратную связь для активации Cdc14  сепаразой, что приводит к дефосфорилированию и деградации секурина (рисунок 3). 
Группа Дэвида Моргана обнаружила, что время сегрегации хромосом 4 и 5 значительно удлиняется в штаммах почкующихся дрожжей при мутациях в 2-х N-концевых сайтах фосфорилирования секурина и его новых разновидностях делеций. Кроме того, эти мутантные штаммы демонстрируют очень высокие рейтинги неправильной сегрегации по сравнению с нормальными. Переключатель  характеристик, необходим чтобы вызвать быструю, скоординированную хромосомную сегрегацию в анафазе. Это означает, что сильная инактивация сепаразы секурином приведёт к внезапному, быстрому разрушению секурина и активации сепаразы, что является жизненно важным для правильной анафазы.
В целом, секурин и сепараза действуют в сети регулирования анафазы. Рисунок 4 изображает потенциальную схему сети.